# Nadijiwka (rejon kachowski)
Nadijiwka  (ukr. Надіївка) – wieś na Ukrainie, w obwodzie chersońskim, w rejonie kachowskim, w hromadzie Chrestiwka. W 2001 liczyła 1495 mieszkańców, wśród których 1071 wskazało jako ojczysty język ukraiński, 70 rosyjski, 6 mołdawski, 4 węgierski, 5 ormiański, 1 grecki, a 338 inny.